# Пильгани
Пильга́ни — село в Україні, у Луцькому районі Волинської області. Входить до складу Мар'янівської селищної громади. Населення становить 274 осіб.

## Географія
Село розташоване на лівому березі річки Судилівки.

## Історія
У 1906 році село Бранської волості Володимир-Волинського повіту Волинської губернії. Відстань від повітового міста 74 верст, від волості 11. Дворів 75, мешканців 615.

## Населення
Згідно з переписом УРСР 1989 року чисельність наявного населення села становила 324 особи, з яких 146 чоловіків та 178 жінок.
За переписом населення України 2001 року в селі мешкали 274 особи.

### Мова
Розподіл населення за рідною мовою за даними перепису 2001 року:
| Мова       | Відсоток |
| ---------- | -------- |
| українська | 99,27 %  |
| молдовська | 0,36 %   |
| російська  | 0,36 %   |

## Відомі люди
- Войнаровський Віктор Миколайович — український історик, археолог.
- Суль Павло — керівник Рожищенського районного проводу ОУН, лицар Срібного хреста бойової заслуги УПА 2 класу, Бронзового хреста заслуги УПА.